# Capo di Ponte

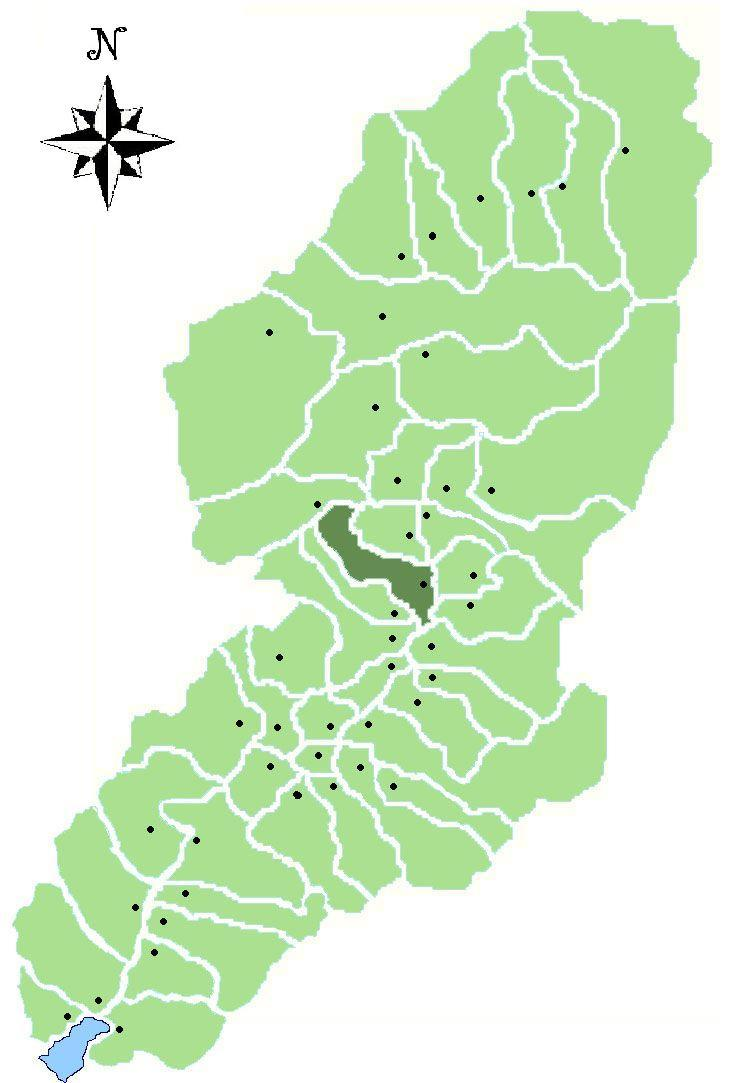
El territorio de Capo di Ponte en Val Camonica.

Capo di Ponte (Co de Pút en dialecto camuno) es un municipio italiano de 2.429 habitantes de la provincia de Brescia, en la parte media de Val Camonica.
Es conocido a nivel mundial por poseer la porción más consistente de las incisiones rupestres de Val Camonica. Una parte de estas están situadas en los alrededores de Cemmo, en el valle de Clegna. Dos son los parques referentes a este patrimonio de la Humanidad que pueden visitarse en este municipio:
- Parco nazionale delle incisioni rupestri di Naquane («Parque nacional de las incisiones rupestres de Naquane»), que tiene dirección en la Via Naquane de Capo di Ponte.
- Parco archeologico comunale di Seradina-Bedolina («Parque arqueológico municipal de Seradina-Bedolina»), con sede en Via Pieve di San Siro, Cemmo di Capo di Ponte.

Hay también, en Capo di Ponte, un Museo didáctico del arte y la vida prehistórica.

## Evolución demográfica
| Gráfica de evolución demográfica de Capo di Ponte entre 1861 y 2001 |
|                                                                     |
| Fuente ISTAT - elaboración gráfica de Wikipedia                     |